# Pastora (banda)
Pastora fue un grupo musical originario de Barcelona, formado por Dolo Beltrán (vocalista), Caïm Riba (compositor) y Pauet Riba (encargado del aspecto visual). Han publicado cinco álbumes de estudio, Pastora, La vida moderna, Circuitos de lujo, Un viaje en noria (U.V.E.N.) y Una altra galàxia, así como un álbum de remixes (Pastora RMX ED).

## Biografía

### 1996-2000: los inicios
Pastora inicialmente fue propuesta audiovisual que desde que se creó en 1996 se desarrolla en Barcelona. Sus fundadores son dos hermanos Pauet Riba (diseñador de joyas y grafista) y Caïm Riba (músico muy aficionado a la informática). En sus comienzos Pastora estaba enfocado al directo: una combinación sorprendente de imágenes de corte psicodélico dejadas a la improvisación y música envolvente, un territorio casi inexplorado en el panorama musical español.
En el año 1998 Pauet y Caïm editaron su primer trabajo, titulado Trip show audiovisual tecno sinfónico. Este disco era un homenaje a su madre, Mercè Pastor, de quien proviene el nombre del grupo (su primer novio la llamaba Pastora).
Con ya dos discos publicados, Pastora continuó evolucionando y en el año 2000 Dolo Beltrán, actriz de teatro, se incorporó al proyecto aportando su voz y sus composiciones. Por tanto, a partir de ese momento, Pastora es una mezcla de músicas, letras e imágenes.

### 2001:Pastora, el comienzo de la originalidad
En 2001 publicaron su primer álbum, que recibe el mismo nombre que el grupo: Pastora. Consiguieron el disco de oro por más de 50.000 copias vendidas. Esto fue debido, en parte, a su primer sencillo, "Lola". Otros sencillos que se fueron extrayendo de este primer trabajo fueron "Un cuaderno lleno de cuentos", Mirona, Tengo y Lunes.
Desde el punto de vista musical, este primer álbum no se puede concretar en un género determinado, siendo muy heterogéneo. Según afirma el propio grupo: "Al principio nuestra música era mucho más tecnológica, pero quisimos recuperar los sonidos acústicos, la guitarra, y lo mezclamos todo." Para componer, Dolo utiliza el repertorio de Caïm Riba y comienza a escribir. De esta forma, solo cuentan con una única canción cuya letra nació antes que la música, "La cultura", incluida en este primer álbum y de las más conocidas, aunque nunca llegó a ser sencillo.

### 2005:La vida moderna, la evolución
El 6 de septiembre de 2005 fue el día en que la banda decidió sacar el que sería su segundo álbum, La vida moderna, repleto de nuevas canciones en las que se experimentan nuevos sonidos y estilos.
La vida moderna equilibra músicos y máquinas: se mantienen las programaciones (de Caïm Riba, Ángel Riba y Carlos Cárcamo), y se unen las guitarras de Jeró Castellá, Dayan Abad y el mismo Caïm); los teclados y el piano de Vicente Borland, el contrabajo de Yelsi Heredia y el bajo de Ferrán Ochoa, la batería de Pau Josa, los violines, los cellos, los coros...
El primer sencillo de La vida moderna, "Desolado", que rompe con el anterior álbum y nos introduce en un mundo de melancolía y dolor. En una entrevista concedida a elpais.es, Caim afirmaba: “En este trabajo hemos querido mantener la combinación de componentes electrónicos y acústicos que caracterizan nuestro sonido, pero intentando que lo acústico suene muy acústico y lo electrónico más electrónico". Dolo por su parte, reconoció "más interiores que las de nuestro primer disco, en el que había más miradas externas, más observación de la calle, más lolas y mironas que en éste". Siendo Pauet el que menos se cortó explicando su vinculación con éste diseño: "Yo empiezo a trabajar cuando ellos me entregan la canción y elaboro las imágenes que me sugieren las piezas. Trabajo autónomamente y en esta ocasión he generado imágenes de acompañamiento a las trece piezas de suerte que el álbum tenga un cierto componente audiovisual".
Otros sencillos fruto de este nuevo trabajo fueron "Archivo de palabras tristes", "Invasión", en el cual destaca el piano acústico y el tiempo intenso, y "Día tonto", caracterizado por ser muy realista.
Finalmente, cabe destacar que La vida moderna es el primer álbum del grupo que incluye una canción cantada en catalán: "Planetes marins".

### 2008:Circuitos de lujo, la madurez
Tres años después de La vida moderna, el grupo publicó su tercer álbum de estudio el 26 de febrero de 2008, de título Circuitos de lujo, dado por su canción número trece. En este tercer disco, la música evoluciona más hacia el pop clásico. Tres meses estuvo Pastora inmerso en la producción de Circuitos de lujo junto a Brian Sperber (que ha trabajado con Moby, The Wannadies, Dinosaur Jr., Patti Smith, etc.), coproductor del álbum junto a Caïm Riba. El disco se grabó en Figueras (Gerona) y Barcelona con músicos como Kurt Uenala (bajista de Moby) y Jason Duffy (batería).
Asimismo, aunque el concepto visual de Pauet Riba se hacía patente en sus anteriores discos, en Circuitos de lujo se extrema aún más. Pauet graba en directo lo que pasa en escena, añadiendo efectos de iluminación o introduciendo bucles de imagen.
Pastora, pues, vuelve a marcar la diferencia, pero esta vez va a por todas, consciente de tener entre sus manos un álbum excepcional que, por vez primera en su carrera, se publica con el apoyo de una gira de conciertos de presentación.
Circuitos de lujo comienza con Paseo encendido, llamando la atención y avisando de lo que será el álbum: sonidos más contundentes y naturales en baterías y bajos, guitarras exquisitamente trabajadas, programaciones sutiles, ritmos más definidos y mayor dinámica y energía en la voz de Dolo Beltrán.
El disco continúa con Grandes despedidas, el segundo sencillo del álbum, una canción que lo tiene todo para convertirse en un clásico. Comienza con guitarra acústica sostenida por programaciones, pero pronto aparece una batería que sitúa la canción en terrenos pop-rock inéditos en Pastora. Después se apunta el reggae para terminar por todo lo alto. La energía de Grandes despedidas resulta mucho más terrenal, cercana y directa.
La siguiente canción, que ocupa el número tres, es 1000 kilómetros, una de las pocas canciones "no conocidas" que el grupo decidió incluir en Pastora RMX ED. Los instrumentos vuelven a ocupar el primer puesto, especialmente la guitarra acústica. Quizás no sea la más original en cuanto a letra, pero su ritmo melódico y semilento marcan claramente su calidad.
Posteriormente a 1000 kilómetros aparece Domingo de resaca, una canción que continua la misma que la anterior, pero con un contenido lírico más bajo.
Cósmica, la quinta pista, se convirtió en el tercer sencillo de Circuitos de lujo, así como Cuánta vida, que fue el primero. Ambas canciones destacan por su gran originalidad lírica caracterizada por el fuerte análisis de la vida de las personas (en el primer caso, de un tipo de gente en particular; en el segundo caso, del deseo sexual tan ligado al ser humano).
También fue sencillo la siguiente canción, Me tienes contenta, el cual cierra la etapa de Circuitos de lujo del grupo y sintetiza los sonidos de la ya común guitarra acústica en el álbum.
Bolero falaz, Cosas malas, Cuerpo transparente y Parece que viene compondrían un pequeño grupo dentro del disco caracterizado por su gran calidad, tanto musical como lírica.
Decibelios y Circuitos de lujo son, claramente, las canciones más complicadas del álbum, y las de mayor peso lírico, especialmente la última, que trata el tema de una máquina que trabaja sin parar haciendo feliz a la gente, lo cual aborrece y quiere descansar, pero le es imposible.
Los sencillos que se proyectaron de Circuitos de lujo fueron "Cuánta vida", "Grandes despedidas", "Cósmica" y "Me tienes contenta".

### 2009:Pastora RMX ED, la reedición
Pastora RMX ED es el nombre del álbum especial publicado en 2009 por Pastora. Incluye sus grandes éxitos y otras canciones suyas especialmente remasterizadas y mezcladas con ritmos electrónicos propios de la música disco y del techno pop.
El nombre de "RMX ED" son las siglas de las palabras "Remixes Elegant Distorsion", y la portada es muy similar a la que nos encontramos en su tercer álbum de estudio Circuitos de lujo.
Sencillos como "Cuánta vida", "Invasión", "Mirona" o "Lola" componen este álbum, además de otras canciones menos conocidas como "Runner", "1000 kilómetros" o "Una mañana".

### 2011:Un viaje en noria (U.V.E.N.), la consolidación
Dos años después de la publicación de su último disco, Pastora estrena "Feel the magic", el sencillo acompañado de vídeo que adelanta su nuevo álbum "Un viaje en noria (U.V.E.N.)" que fue publicado el 25 de enero de 2011.
En cuanto al nuevo sencillo "Feel the magic" se caracteriza por la aparición nuevamente de un sonido muy electro-pop, similar al característico de otros singles anteriores como "Lola" o "Mirona". Sin embargo, podemos observar un nuevo cambio: la aparición de un ritmo nuevo inédito en "Pastora" y la introducción de frases en inglés.
Cuánto necesitaba un respiro, desabrocharme el vestido, perder el sentido; cuánto necesitaba unas manos que se alzaran al aire. Y es que todo lo que quiero está a puntito de caer y cuando creo que lo tengo no lo puedo retener. Ay, qué pena, se van los problemas, se van los dilemas, me quedo serena, así empieza cantando "Dolo Beltrán" en "Feel the magic", un tema que apuesta claramente por el baile, que se sumerge en el dance-disco con un beat pensado para la pista y con la elegancia que siempre acompaña a "Pastora". "Feel the magic" es casi un divertimento, algo divertido, el punto lúdico del álbum dice "Caïm Riba", que define el nuevo álbum como un compendio de todo lo que es "Pastora", un volver a la carga.
Poco después llegó el videoclip correspondiente a este tema. Con Dolo Beltrán (como The girl), Pauet Riba (como Bad boy) y Caïm Riba (como Smart Guy) el vídeo está dirigido por Luis Germanó y refleja la potencia, dinámica, luminosidad y alegría de la canción, con una dosis de locura y fantasía necesaria para mantener el espíritu característico de "Pastora". Fue un rodaje divertido, continúa Caïm, Cuando el director pensó en road movie y en desguazar un coche, adaptamos la idea a la canción. Compramos un BMW de segunda mano, fuimos a un karting, le quitamos el techo...Divertido.
"Jungla" fue el segundo sencillo en ser extraído del álbum. Para su promoción, se inició un concurso en el que los fanes podían hacer su propio abierta a la libre interpretación (algo que, por otro lado, suele caracterizar a "Pastora"). Sin duda, "Jungla" es uno de los temas de mayor calidad lírica de todo el trabajo, donde trata la necesidad de desconectar de los problemas y las guerras internas que todos tenemos, de "sentirse bien sin tener ni idea" repentinamente, de conseguir superar los obstáculos de la vida.
Algunas canciones destacables del álbum son "Fruta Madura" y "Países exóticos". La primera es una melodía de elementos acústicos a la que se van añadiendo guitarras y bases electrónicas, dejando notar la voz y la letra por encima de la música, mientras que la segunda enfoca desde un punto de vista desgarrador el intento fallido de conseguir a alguien.

### 2012:Una altra galàxia, la reinvención
El 29 de mayo de 2012 Pastora publica su quinto álbum, en este caso únicamente en formato digital, titulado Una altra galàxia. Se trata del primer álbum del grupo publicado íntegramente en catalán, estando compuesto por diez temas totalmente inéditos y dos pertenecientes a discos anteriores ("Planetes marins"" de La vida moderna y "Dolços somnis" de "Un viaje en noria").
El primer sencillo extraído del trabajo es el que da título al mismo: "Una altra galàxia". Esta canción nos devuelve al universo más Pastora, bailable y enérgico, con un ritmo que va quedándose en nosotros poco a poco, y con una letra que profundiza en los sentimientos, las sensaciones, en el contraste entre los mundos y galaxias interiores de las personas y sus recuerdos.

## Discografía

### Álbumes
Pastora ha editado cinco álbumes de estudio más un disco especial de remixes.
- Pastora (2001)
- La vida moderna (2005)
- Circuitos de lujo (2008)
- Pastora RMX ED (2009)
- Un viaje en noria (2011)
- Una altra galàxia (2012)